# Paradrymadusa fridae
Paradrymadusa fridae är en insektsart som beskrevs av Werner 1939. Paradrymadusa fridae ingår i släktet Paradrymadusa och familjen vårtbitare. Inga underarter finns listade i Catalogue of Life.